# Odynerus indotatus
Odynerus indotatus är en stekelart som beskrevs av Giordani Soika. Odynerus indotatus ingår i släktet lergetingar, och familjen Eumenidae. Inga underarter finns listade i Catalogue of Life.